# 여름밤을 달려 봐
《여름밤을 달려 봐》(영어: Along for the Ride)는 2022년 공개된 미국의 로맨스 영화이다. 사라 데센의 소설 Ya를 기반으로 제작된 영화이다.

## 출연

### 주연
- 케이트 보즈워스 - 하이디 역

### 조연
- 에마 파사로 - 오든 역
- 벨몬트 카멜리 - 일라이 역
- 앤디 맥도웰 - 빅토리아 역
- 더모트 멀로니 - 로버트 역
- G. 하넬리우스 - 리아 역